# Амирова, Кадрия Шавкатовна
Кадрия Шавкатовна Амирова (каз. Кадрия Әмирова, род. 3 мая 1974, Алма-Ата, Казахская ССР, СССР) — казахстанская и российская танцовщица балета. Заслуженная артистка РФ (2005).

## Биография
Родилась 3 мая 1974 года в Алма-Ате, Казахская ССР. Окончила Алматинскую лингвистическую школу № 68 в 1984 году, Алматинское хореографическое училище имени А. Селезнёва в 1992 году и ГИТИС в 2003 году.
Работала в Государственном Академическом ансамбле классического танца Республики Казахстан «Молодой балет» с 1992 по 1993 год, а затем в Московском академическом Музыкальном театре К. С. Станиславского и В. И. Немировича-Данченко и Казахском государственном академическом театре оперы и балета имени Абая.
С 2015 года преподает в Московском государственном хореографическом училище имени Л. М. Лавровского.
Гастролировала в странах Европы (Швейцария, Лихтенштейн), Японии и США.

## Творчество

### Ансамбль классического танца (Алматы)
- «Щелкунчик»
- «Лебединое озеро»
- «Кармен-сюита»

### Театр имени Станиславского и Немировича-Данченко
- Жизель, Мирта — «Жизель»
- Эсмеральда, Флер де Лис — «Эсмеральда»
- Уличная танцовщица — «Дон Кихот»
- Цыганка — «Укрощение строптивой»
- Купава — «Снегурочка»
- Испанская танцовщица — «Лебединое озеро»
- Саломея — «Саломея»
- Лиза — «Тщетная предосторожность»
- Солистка — «Шопениана»

### Алматинский театр оперы и балета
- Одетта-Одиллия — «Лебединое озеро»
- Зарема — «Бакчасарай фонтаны»

## Награды
- 1991 — лауреатка конкурса артистов балета имени А. Селезнева (Алматы).
- 2005 — заслуженная артистка РФ[3].